# NGC 1783
NGC 1783 ist ein Kugelsternhaufen im Sternbild Dorado am Südsternhimmel. Der Haufen ist mit rund 170.000 Sonnenmassen einer der größten in der Großen Magellanschen Wolke und mit 1,4 Milliarden Jahren gehört er zu den jüngeren Vertretern seiner Klasse.
Das Objekt wurde 1835 von John Herschel mit einem 18,7-Zoll-Teleskop entdeckt und später von Johan Ludvig Emil Dreyer im New General Catalogue verzeichnet.